# Kenneth Eriksson
Kenneth Eriksson (Äppelbo, Suècia, 13 de maig de 1956) va ser un pilot de ral·lis professional suec que competia al Campionat Mundial de Ral·lis. Va disputar 138 ral·lis mundialístics entre Subaru, Mitsubishi, Hyundai i Skoda, aconseguint 6 victòries i 21 podis. És el campió mundial de la categoria grup A del 1986, el seu millor rècord. També va guanyar el Campionat de Ral·lis Àsia Pacífic els anys 1995, 1996 i 1997.

## Trajectòria
Eriksson debuta al Campionat Mundial de Ral·lis l'any 1980 disputant el Ral·li de Suècia amb un Saab 96 V4. No serà fins al 1986 que disputarà la seva primera temporada complerta de la mà de Volkswagen Motorsport, guanyant la categoria Grup A. L'any 1987 repetirà experiència, aconseguint la seva primera victòria al guanyar el Ral·li de Costa d'Ivori amb el seu Volkswagen Golf GTI 16V.
La temporada 1988 i 1989 s'integra dins del equip Toyota, mentre que a la 1990 ho fa a Mitsubishi Ralliart, on hi correrà fins al 1995, aconseguint la victòria en tres ral·lis i finalitzant en 3a posició del Campionat de 1995, després de la sanció aplicada al equip Toyota, que en descalificà els seus pilots.
L'any 1996 s'incorpora al Subaru World Rally Team amb Colin McRae i Piero Liatti de companys d'equip. Aquella primera temporada acabaria 4t del Mundial i a la següent 5è amb dues victòries, la més famosa de les quals l'aconseguida al ral·li de Nova Zelanda.
L'any 1998 va finalitzar quart al ral·li de Suècia, també amb Subaru, però la resta de temporada s'integrà al equip Hyundai, amb qui ja disputà les temporades 1999, 2000 i 2001. El seu resultat més important amb la marca coreana va ser un sisè lloc al ral·li de Gal·les del 2001.
Va acabar la seva carrera l'any 2002, conduint per la marca Skoda, assolint el 6è lloc del Ral·li de l'Argentina com a resultat més destacat.

## Victòries al WRC
| # | Ral·li                  | Any  | Copilot           | Vehicle                         |
| - | ----------------------- | ---- | ----------------- | ------------------------------- |
| 1 | Ral·li de Costa d'Ivori | 1987 | Peter Diekmann    | Volkswagen Golf GTI 16V         |
| 2 | Ral·li de Suècia        | 1991 | Staffan Parmander | Mitsubishi Galant VR-4          |
| 3 | Ral·li de Suècia        | 1995 | Staffan Parmander | Mitsubishi Lancer Evolution II  |
| 4 | Ral·li d'Austràlia      | 1995 | Staffan Parmander | Mitsubishi Lancer Evolution III |
| 5 | Ral·li de Suècia        | 1997 | Staffan Parmander | Subaru Impreza WRC 97           |
| 6 | Ral·li de Nova Zelanda  | 1997 | Staffan Parmander | Subaru Impreza WRC 97           |